# Кубок европейских чемпионов по спидвею
Кубок европейских чемпионов — ежегодный турнир, проводившийся Европейским Мотоциклетным Союзом (UEM) среди спидвейных клубов с 1998 по 2011 гг. Участия в турнире не принимали клубы из Великобритании и стран Скандинавии.

## История и формат турнира
3 августа 1996 года во Вроцлаве было проведёно пробное соревнование среди европейских клубов-чемпионов Германии (Диденберген), Польши (Спарта-Польсат), Швеции (Росприггарна) и Великобритании (Истбурн Иглз), победу в котором одержал Диденберген.
С 1998 года турнир стал официальным.
Участие в турнире принимают спидвейные клубы — чемпионы своих национальных лиг. Ввиду нестабильности количества клубов, желающих принимать участие в турнире, формат турнира редактировался под условия конкретного года проведения. Традиционно Кубок состоял из нескольких (1 или 2) полуфиналов (в каждом принимают участие по 4 команды) и финала (с участием 4 или 5 команд-победительниц полуфиналов либо заявленных напрямую в финал), однако в связи с уменьшившейся популярностью в 2010 и 2011 годах Кубок состоял только из финальных гонок.
В турнире была разрешена практика заявок клубами гонщиков-легионеров, не выступающих за данную команду в ходе чемпионата страны.
Розыгрыш турнира 2011 г. стал последним, с 2014 года заменён Мировой спидвейной лигой.

## Победители турнира
| Год  | Место финала | Победитель                  | Второе место                | Третье место                |
| 1998 | Быдгощ       | Полония (Быдгощ)            | Олимп (Прага)               | Лукойл (Октябрьский)        |
| 1999 | Диденберген  | Полония (Быдгощ)            | Диденберген (Диденберген)   | Мега-Лада (Тольятти)        |
| 2000 | Пила         | Полония (Пила)              | Лукойл (Октябрьский)        | Ландсхут (Ландсхут)         |
| 2001 | Даугавпилс   | Полония (Быдгощ)            | Лукойл (Октябрьский)        | Локомотив (Даугавпилс)      |
| 2002 | Пардубице    | Мега-Лада (Тольятти)        | Злата Пшилба (Пардубице)    | Апатор (Торунь)             |
| 2003 | Дебрецен     | Мега-Лада (Тольятти)        | Хайду Волан (Дебрецен)      | АМТК Любляна (Любляна)      |
| 2004 | Любляна      | Влукняж (Ченстохова)        | Мега-Лада (Тольятти)        | АМТК Любляна (Любляна)      |
| 2005 | Тольятти     | Мега-Лада (Тольятти)        | Спидвей-Центр (Даугавпилс)  | Сборная России1             |
| 2006 | Тарнув       | Уния (Тарнув)               | Мега-Лада (Тольятти)        | Саймон энд Вольф (Дебрецен) |
| 2007 | Мишкольц     | Спидвей Мишкольц (Мишкольц) | Атлас (Вроцлав)             | Мега-Лада (Тольятти)        |
| 2008 | Слани        | Мега-Лада (Тольятти)        | Саймон энд Вольф (Дебрецен) | АК Слани (Слани)            |
| 2009 | Торунь       | Каскад (Ровно)              | Унибакс (Торунь)            | Восток (Владивосток)2       |
| 2010 | Мишкольц     | Турбина (Балаково)          | Спидвей Мишкольц (Мишкольц) | Фалубаз (Зелёна-Гура)       |
| 2011 | Балаково     | Восток (Владивосток)3       | Шахтёр (Червоноград)        | Локомотив (Даугавпилс)      |
| Год  | Место финала | Победитель                  | Второе место                | Третье место                |

## Медальный зачёт
| Позиция | Страна   | Gold | Silver | Bronze | Всего |
| ------- | -------- | ---- | ------ | ------ | ----- |
| 1.      | Россия   | 6    | 4      | 5      | 15    |
| 2.      | Польша   | 6    | 2      | 2      | 10    |
| 3.      | Венгрия  | 1    | 3      | 1      | 5     |
| 4.      | Украина  | 1    | 1      |        | 2     |
| 5.      | Чехия    |      | 2      | 1      | 3     |
| 6.      | Латвия   |      | 1      | 2      | 3     |
| 7.      | Германия |      | 1      | 1      | 2     |
| 8.      | Словения |      |        | 2      | 2     |

## Статистика
- Наибольшим количеством титулов обладает тольяттинский клуб Мега-Лада — четырёхкратный обладатель Кубка европейский чемпионов (2002, 2003, 2005, 2008). Кроме того, Мега-Лада дважды становилась серебряным и дважды бронзовым призёром Кубка.
- Единственной страной, представители которой завоёвывали медали на всех розыгрышах Кубка, является Россия.